# Yamauchi Toyoshige

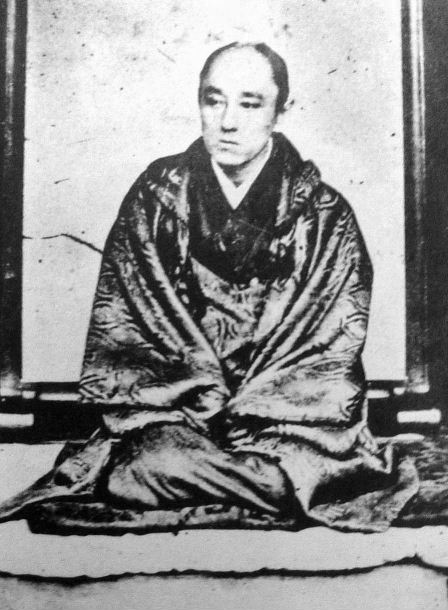
Yamauchi Toyoshige.

Yamauchi Toyoshige est un nom japonais traditionnel ; le nom de famille (ou le nom d'école), Yamauchi, précède donc le prénom (ou le nom d'artiste).
Yamauchi Toyoshige (山内 豊信, 1827-1872) est un daimyo de premier plan à la fin de l'époque d'Edo du Japon. Il est aussi connu par son gō « Yōdō » (容堂). En tant que seigneur du domaine de Tosa de la région de Shikoku, il mène des réformes avec le samouraï Yoshida Tōyō. Lors de la purge d'Ansei (1858-1859), il est mis en liberté surveillée puis à la retraite. En 1862, il est nommé sanyo (参与). En 1867, il conseille le shogun Tokugawa Yoshinobu pour mener à bien le Taisei houkan (retour de l'empereur au pouvoir).